# Hemihyalea melas
Hemihyalea melas là một loài bướm đêm thuộc phân họ Arctiinae, họ Erebidae.